# Campeonato Europeo de Esgrima de 2011
El XXIV Campeonato Europeo de Esgrima se celebró en Sheffield (Reino Unido) entre el 14 y el 19 de julio de 2011 bajo la organización de la Confederación Europea de Esgrima (CEE) y la Federación Británica de Esgrima.
Las competiciones se realizaron en las instalaciones del Instituto Inglés del Deporte de la ciudad británica.

## Medallistas

### Masculino
| Evento                      | Oro                                                                           | Plata                                                                     | Bronce                                                                           |
| --------------------------- | ----------------------------------------------------------------------------- | ------------------------------------------------------------------------- | -------------------------------------------------------------------------------- |
| Florete individual (14.07)  | Giorgio Avola · Italia                                                        | Andrea Cassarà · Italia                                                   | Andrea Baldini · Italia · Alexei Cheremisinov · Rusia                            |
| Florete por equipos (17.07) | Andrea Baldini · Andrea Cassarà · Giorgio Avola · Valerio Aspromonte · Italia | Erwann Le Péchoux Victor Sintès Brice Guyart Marcel Marcilloux Francia    | Alexei Cheremisinov · Renal Ganeyev · Dmitri Riguin · Artiom Sedov · Rusia       |
| Espada individual (15.07)   | Jörg Fiedler · Alemania                                                       | Bas Verwijlen · Países Bajos                                              | Max Heinzer · Suiza · Tomasz Motyka · Polonia                                    |
| Espada por equipos (18.07)  | Gauthier Grumier Jean-Michel Lucenay Ronan Gustin Yannick Borel Francia       | Gábor Boczkó · Géza Imre · András Rédli · Péter Somfai · Hungría          | Alexei Tijomirov · Serguei Jodos · Pavel Sujov · Anton Avdeyev · Rusia           |
| Sable individual (16.07)    | Alexei Yakimenko · Rusia                                                      | Boladé Apithy Francia                                                     | Max Hartung · Alemania · Áron Szilágyi · Hungría                                 |
| Sable por equipos (19.07)   | Aldo Montano · Diego Occhiuzzi · Luigi Tarantino · Giampiero Pastore · Italia | Max Hartung · Nicolas Limbach · Björn Hübner · Benedikt Wagner · Alemania | Alexei Yakimenko · Veniamin Reshetnikov · Nikolai Kovaliov · Pavel Bykov · Rusia |

### Femenino
| Evento                      | Oro                                                                                 | Plata                                                                                  | Bronce                                                                                     |
| --------------------------- | ----------------------------------------------------------------------------------- | -------------------------------------------------------------------------------------- | ------------------------------------------------------------------------------------------ |
| Florete individual (15.07)  | Elisa Di Francisca · Italia                                                         | Valentina Vezzali · Italia                                                             | Edina Knapek · Hungría · Yevgueniya Lamonova · Rusia                                       |
| Florete por equipos (18.07) | Elisa Di Francisca · Valentina Vezzali · Arianna Errigo · Ilaria Salvatori · Italia | Yevgueniya Lamonova · Inna Deriglazova · Aida Shanayeva · Larisa Korobeinikova · Rusia | Katja Wächter · Carolin Golubytskyi · Anja Schache · Sandra Bingenheimer · Alemania        |
| Espada individual (16.07)   | Tiffany Géroudet · Suiza                                                            | Britta Heidemann · Alemania                                                            | Ana Maria Brânză · Rumania · Nathalie Moellhausen · Italia                                 |
| Espada por equipos (19.07)  | Ana Maria Brânză · Simona Alexandru · Loredana Iordăchioiu · Anca Măroiu · Rumania  | Tatiana Logunova · Violetta Kolobova · Liubov Shutova · Anna Sivkova · Rusia           | Laura Flessel-Colovic Maureen Nisima Joséphine Jacques-André-Coquin Sarah Daninthe Francia |
| Sable individual (14.07)    | Olha Jarlan · Ucrania                                                               | Aleksandra Socha · Polonia                                                             | Yuliya Gavrilova · Rusia · Halyna Pundyk · Ucrania                                         |
| Sable por equipos (17.07)   | Irene Vecchi · Gioia Marzocca · Ilaria Bianco · Paola Guarneri · Italia             | Olha Jarlan · Halyna Pundyk · Olha Zhovnir · Olena Jomrova · Ucrania                   | Yuliya Gavrilova · Yekaterina Diachenko · Sofia Velikaya · Dina Galiakbarova · Rusia       |

## Medallero
| Núm. | País         | Oro | Plata | Bronce | Total |
| ---- | ------------ | --- | ----- | ------ | ----- |
| 1    | Italia       | 6   | 2     | 2      | 10    |
| 2    | Rusia        | 1   | 2     | 7      | 10    |
| 3    | Alemania     | 1   | 2     | 2      | 5     |
| 4    | Francia      | 1   | 2     | 1      | 4     |
| 5    | Ucrania      | 1   | 1     | 1      | 3     |
| 6    | Rumania      | 1   | 0     | 1      | 2     |
| 6    | Suiza        | 1   | 0     | 1      | 2     |
| 8    | Hungría      | 0   | 1     | 2      | 3     |
| 9    | Polonia      | 0   | 1     | 1      | 2     |
| 10   | Países Bajos | 0   | 1     | 0      | 1     |
|      | TOTAL        | 12  | 12    | 18     | 42    |